# Formation des marnes d'Auzas
La formation des marnes d’Auzas est une formation géologique du sud-ouest de la France (départements de l’Ariège et de la Haute-Garonne) dont les couches remontent au Maastrichtien supérieur. Elle atteint environ 100 mètres d’épaisseur et se compose principalement de marnes avec quelques interlits de grès.

## Paléoenvironnement
Elle correspond à des sédiments dont l'environnement de dépôt a évolué du domaine paralique (lagunes, marais littoraux, chenaux de marée) à la base de la formation, vers un milieu plus continental (plaine alluviale, chenaux fluviatiles) dans sa partie supérieure. La formation des marnes d’Auzas s’est déposée sur la côte ouest de l’ancienne île Ibéro-Armoricaine, qui comprenait une grande partie de la France et de l’Espagne.

## Paléontologie
La formation des marnes d’Auzas renferme une grande variété de vertébrés fossiles :
- Théropodes:
  - Theropoda indet. (une forme de taille moyenne seulement connue par une dent isolée) [1]
  - Dromaeosauridae indet[3],[1].
- Hadrosauridae:
  - Canardia garonnensis[4]
  - Lambeosaurinae indet[3],[1],[4].
- Sauropodes:
  - Titanosauria[3],[1] indet. (comparés aux titanosaures plus anciens de l'île Ibéro-Armoricaine, les dents de cette forme ressemblent davantage à celles d’Atsinganosaurus qu'à celles d’Ampelosaurus ou de Lirainosaurus)[5]
- Oiseaux:
  - Enantiornithe indet[3],[1].
- Mammifères:
  - Theria indet[1].
- Ptérosaures:
  - Azhdarchidae indet. (connu uniquement par une très grande vertèbre cervicale suggérant un individu avec une envergure de 9 m)[6],[1]
- Tortues:
  - Iberoccitanemys convenarum[3],[1],[7]
  -  ? Foxemys[1] sp.
- Squamata:
  - Mosasauroidea indet. (connu que par une vertèbre attribuée d’abord à un Varanoidea[3],[1], il s'agirait en fait un mosasaure d’eaux douces[8])
  -  ? Amphisbaenia indet[3],[1].
  - cf. Teiidae indet[1].
- Crocodylia:
  - Thoracosaurus neocesariensis[9],[3],[1] (selon Christopher Brochu, le thoracosaure des marnes d’Auzas représenterait un taxon différent de T. neocesariensis)[10]
  - cf. Musturzabalsuchus[3],[1] sp.
- Amphibia:
  - Albanerpetontidae indet[3],[1].
  - Anura indet[1].
  -  ? Urodela indet[1].
- Poissons:
  - Palaeogaleus[1] sp.
  - Rhinobatos[1] sp.
  - Rhombodus binkhorsti [1]
  - Coupatezia[1] sp.
  - cf. Pycnodus[1] sp.
  - Lepisosteidae indet[3],[1].
  - Phyllodontidae indet[3],[1].
  - Sparidae indet[3],[1].